# Viniční dům Dominus
Viniční dům Dominus je stavba podle projektu basilejské architektonické kanceláře Herzog & de Meuron, která se nachází u Nappa Valley na sever od San Franciska.
Rozkládají se zde dvě údolí, Nappa a Sonoma, která patří k nejvýznamnějším vinařským oblastem v Severní Americe. S myšlenkou vybudování vinotéky pro víno světové kvality Dominus přišel v roce 1993 pěstitel vína a sběratel umění Christian Moueix z Bordeaux. V tomtéž roce se oběma architektům podařilo prosadit se proti stálicím jako je Christianne de Portzamparc nebo long Ming Pei: slíbili vytvořit stavbu, která bude potvrzovat vynikající značku vína a zároveň stavbu bez ambice stát se turistickou atrakcí. Navržená lineární budova asi 333 stop dlouhá, 82 stop široká a 30 stop vysoká je navrhovaná s přísnou severojižní orientací. Zvolená protáhlost architektury měla rozhodující vliv na vnitřní dispozici a umožnila zařadit jednotlivé funkční jednotky lineárně za sebou.

## Dispozice
V přízemí jsou rozděleny funkční jednotky krytými pasážemi. Tyto obrovské kryté plochy slouží jako veřejné prostory, kde se navzájem propojují všechny důležité části vinice. Z těchto prostor je přístup do zrajících sklepů, ochutnávkové místnosti, kanceláří a střešních teras, skladů a obří dveře vedoucí do prostorů s cisternami. Hosté jsou přijímáni do ochutnávkové místnosti k degustaci vína. Skleněná stěna umožňuje pohled do sklepů s dubovými sudy. Poslední jednotka – sklad, kde jsou skladovány krabice s vínem, leží na jihu.
Kontinuita jednotlivých částí je přerušena dvěma průjezdy, jedním určeným pro zásobování a druhým, hlavním, který se přepíná přes starou původní cestu skrz vinice, sloužícím jako otevřený přístup pro veřejnost. Je spojovacím místem všech funkčních částí komplexu a zároveň vstupem do vrchního patra, kde jsou umístěny kanceláře a správa.

## Fasáda
Fasádu jako takovou tvoří plocha mající, zjednodušeně řečeno, všeobecně zprostředkující funkci mezi vnitřní strukturou a specifickým charakterem každého místa. Vysoké výkyvy denních a nočních teplot v severní Kalifornii vedly autory k vytvoření poloprůhledného pláště budovy vytvořené volně vsypaných kusů basaltu do navršených kvadratických košů z ocelových síti, tzv. gabiony. Ty jsou umístěny jako čistě vnější obal, který má  podle požadavků různou velikost a hustotu. Kamenu byla odepřena jeho základní stabilizující funkce. Při odstranění košů, které je drží pohromadě, by stavba přestala existovat. Ocelové koše bez granulí jsou rovněž upevněné jako ochrana  proti slunci na balkonech prvního patra. Tomuto technickému experimentu s kamenem místního kaňonu předcházely dva modely části vnějšího obalu v měřítku 1:1 v Basileji a v Yountville.
Fasádní systém  komentuje Jacques Herzog následovně:
"Použili jsme libovolný kámen a aranžovali jsme jej tak, aby jeho vlastní tíha působila lehce. Jedná se, dalo by se říct, o erotický poznatek – transparentnost se stala zřejmá a architektura se tímto proměnila v tělo.“
Projekt vinotéky v Nappa Valley poblíž města Yountville byla první zrealizovaná stavba basilejských architektů Jacquese Herzoga a Pierre de Meurona na americkém kontinentě, odehrála tak signifikantní roli ve vytváření nové reputace ve Spojených státech. Vinařské centrum bylo v Kalifornii pozitivně přijato a v návaznosti na daný projekt následovaly další zakázky v bezprostředním okolí San Franciska i ve městě samém.